# Filadelfia (Italië)
Filadelfia is een gemeente in de Italiaanse provincie Vibo Valentia (regio Calabrië) en telt 5908 inwoners (31-12-2004). De oppervlakte bedraagt 30,5 km², de bevolkingsdichtheid is 209 inwoners per km².
De volgende frazioni maken deel uit van de gemeente: montesoro.

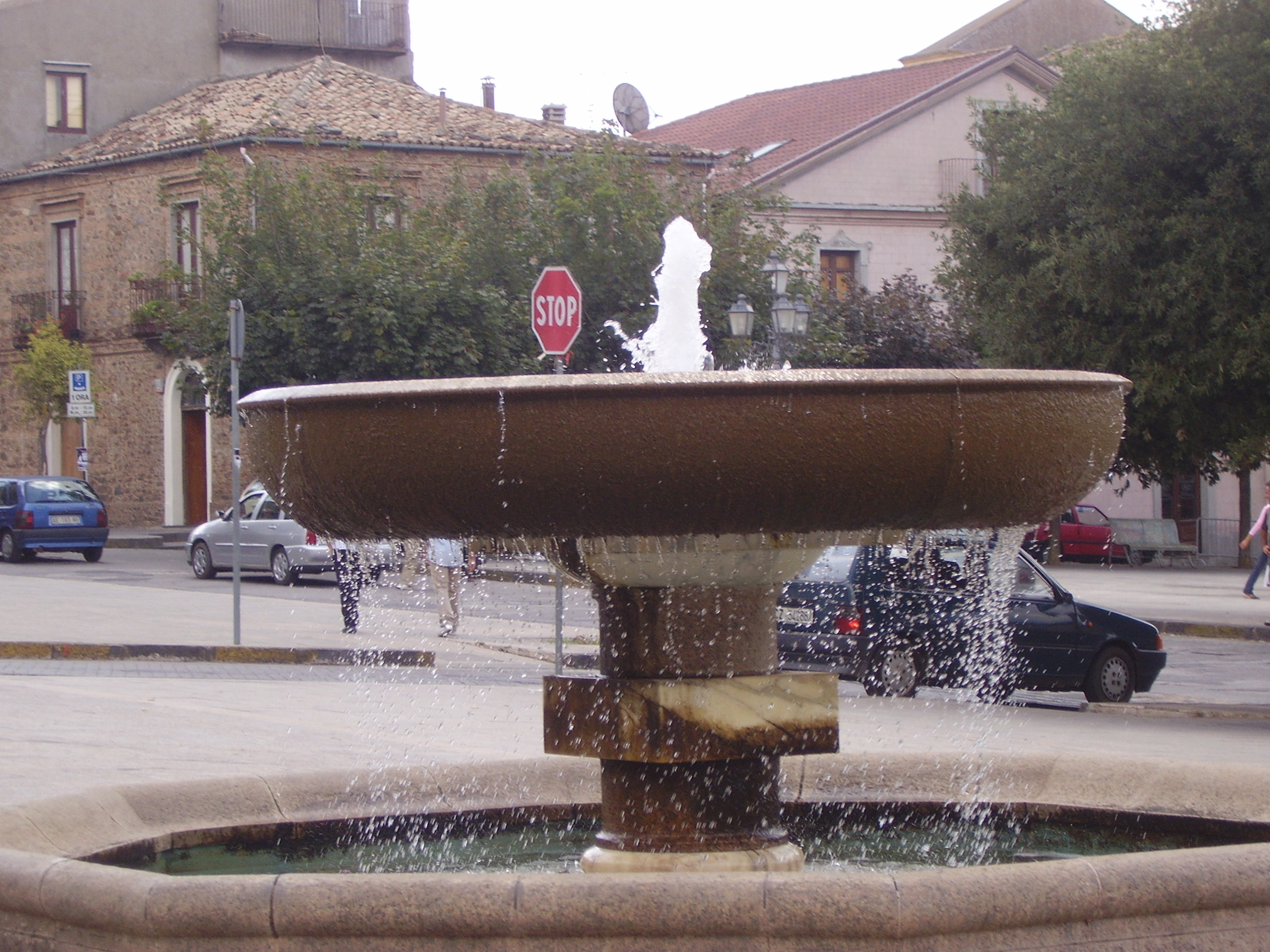
Fontein van Filadelfia
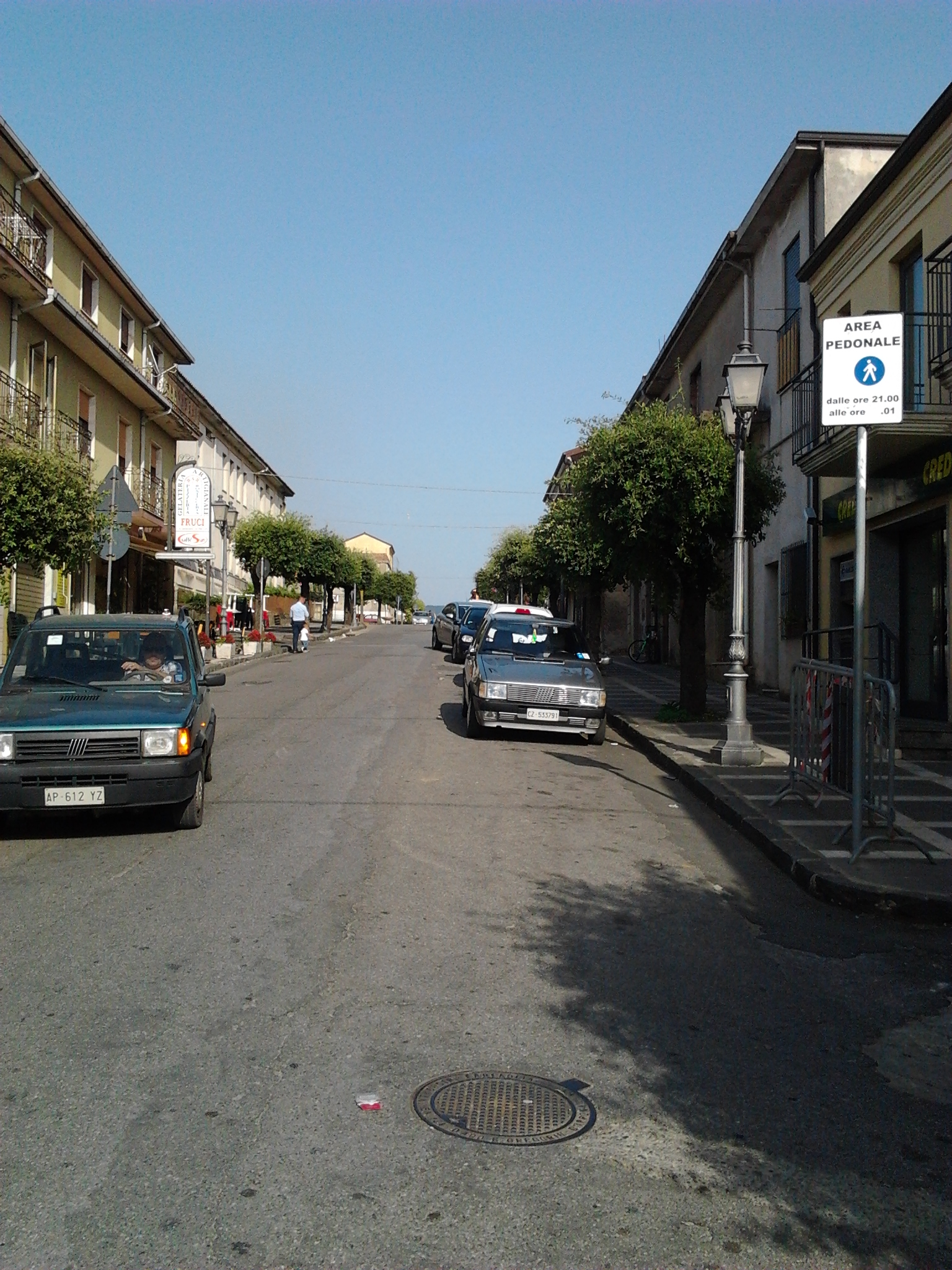
Corso Castelmonardo
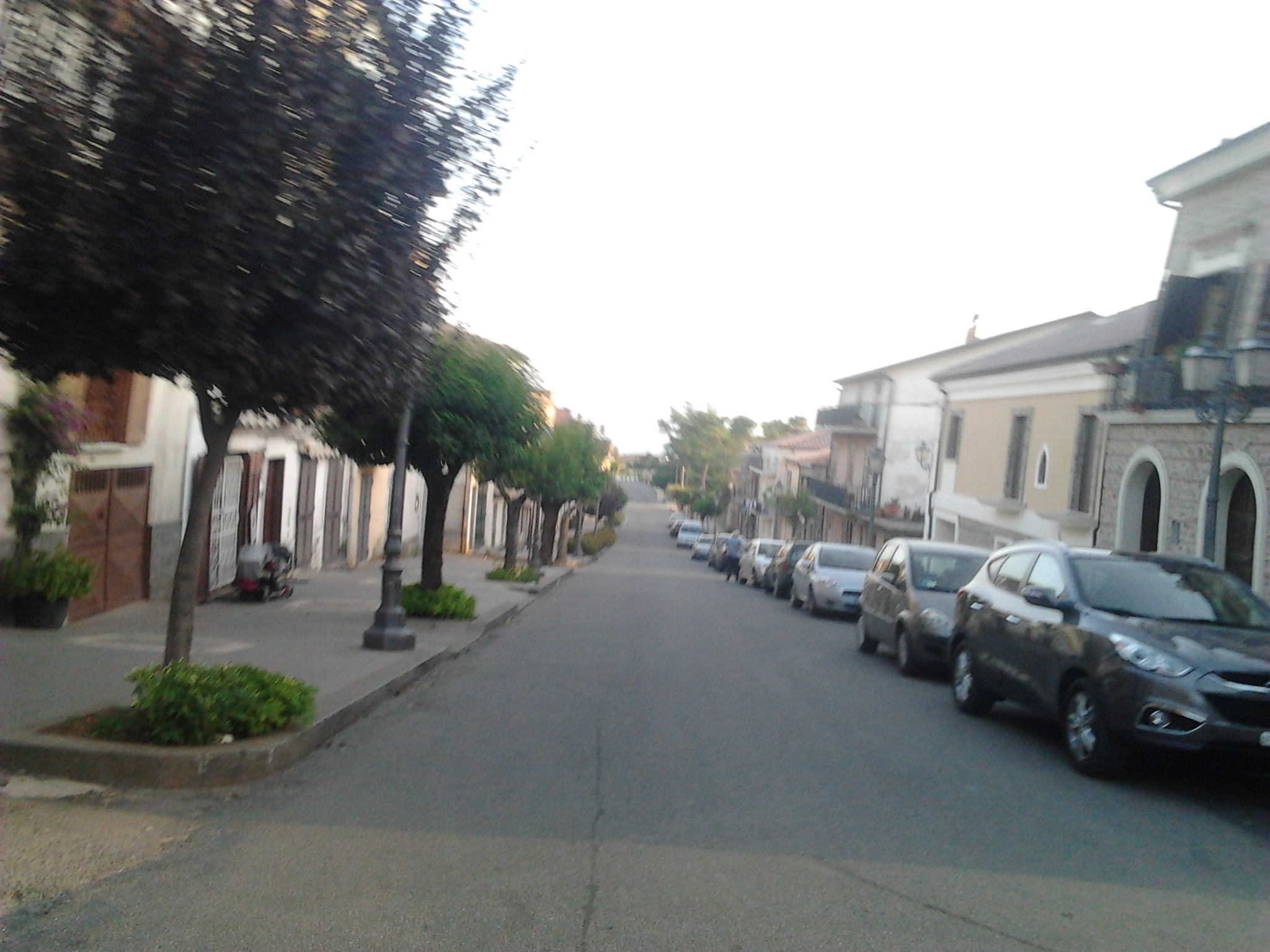
Corso Italia

## Demografie
Filadelfia telt ongeveer 2110 huishoudens. Het aantal inwoners daalde in de periode 1991-2001 met 22,4% volgens cijfers uit de tienjaarlijkse volkstellingen van ISTAT.
| Jaar | Inwoneraantal |
| ---- | ------------- |
| 1991 | 8099          |
| 2001 | 6283          |

## Geografie
Filadelfia grenst aan de volgende gemeenten: Curinga (CZ), Francavilla Angitola, Jacurso (CZ), Polia.